# Płochocin (województwo zachodniopomorskie)
Płochocin (do 1945 niem. Luisenhof) – osada w Polsce położona w województwie zachodniopomorskim, w powiecie polickim, w gminie Dobra.

## Historia
Płochocin był folwarkiem Dobrej.
W 1817 r. w Płochocinie mieszkały 34 osoby.
Nazwę Płochocin wprowadzono urzędowo w 1947 roku.